# Sophie Renoir
Sophie Renoir, née le 1er janvier 1964 à Paris, est une actrice française.

## Biographie

### Famille
Elle est l'arrière-petite-fille du peintre impressionniste Auguste Renoir et d'Aline Charigot, la petite-fille du comédien Pierre Renoir, la petite-nièce du réalisateur Jean Renoir, la fille du chef opérateur Claude Renoir et la demi-sœur du photographe Jacques Renoir.

### Carrière
En 1988, elle est nommée pour le César du meilleur espoir féminin grâce à son interprétation dans le film d'Éric Rohmer, L'Ami de mon amie.

## Filmographie

### Cinéma
- 1978 : Attention, les enfants regardent de Serge Leroy : Marlène
- 1981 : Les Babas-cool de François Leterrier : Charlotte
- 1982 : Le Beau Mariage d'Éric Rohmer : Lise
- 1987 : L'Ami de mon amie d'Éric Rohmer : Léa
- 1988 : La puñalada de Jorge Grau : Coral
- 1993 : Es lebe die Liebe, der Papst und das Puff de Peter Patzak : Billi
- 1994 : Perle rare, court-métrage d'Olivier Doran : Une cliente de l'hôtel
- 1994 : La lampada di Wood de Lavinia Capogna : Laura
- 2005 : Espace Détente de Bruno Solo et Yvan Le Bolloc'h : Eva Kovalsky
- 2006 : Divination (Court-métrage) : Hassoula

### Télévision
- 1981 : Pause café (Série TV) : Véronique
- 1981 et 1983 : Cinéma 16 (Série TV) : Christiane / Amélie
- 1982 : Les Maupas (Série TV) : Gabrielle Fontenil
- 1982 : Sans un mot (Téléfilm) : Agnès
- 1983 : Julien Fontanes, magistrat (Série TV) : Gina
- 1984 : L'Homme de Suez (Série TV) : Hélène Bragard
- 1984 : Bon anniversaire Juliette (Téléfilm) : Juliette
- 1986 : Cogne et gagne (Série TV) : Marie-lou
- 1988 : Lance et compte II (Série TV) : Marilou
- 1988 et 1993 : Les Cinq Dernières Minutes (Série TV) : Liza / Coralie
- 1989 : Le Grand Secret (Série TV) : Mme. Barnajee
- 1990 : Passez une bonne nuit (Téléfilm) : Anaïde
- 1991 : Les Mystères de la jungle noire (Série TV) : Sonali
- 1992 : Das Glück liegt in Waikiki (Téléfilm) : Sophie
- 1996 : Les Cordier, juge et flic (Série TV) : Julie
- 1998 : Sous le soleil (Série TV) : Sophie Guersand
- 2002-2004 : Caméra Café (Série TV) : Éva Kovalski

## Théâtre
- 1987 : Dom Juan de Molière, mise en scène Jean-Luc Moreau, Festival d’Anjou, Festival de Ramatuelle, Théâtre des Bouffes du Nord, Théâtre des Célestins
- 1988 : Marco Million de Eugène O'Neill. Mise en scène Jean Luc Tardieu, Théatre N de Nantes. Rôle : Princesse Koukatchine